# Álvaro Cunhal
Álvaro Barreirinhas Cunhal, més conegut com a Álvaro Cunhal (AFI: [álβəɾukuɲál]), (Coïmbra, 10 de novembre de 1913 - Lisboa, 13 de juny de 2005) fou un polític [portuguès, secretari general del Partit Comunista Portuguès entre 1961 i 1992.

## Biografia
Va néixer a Coïmbra el 10 de novembre de 1913, a la freguesia de Sé Nova, fill de l'advocat Avelino Henriques da Costa Cunhal i de Mercedes Simões Ferreira Barreirinhas, el tercer de quatre germans. Quan Cunhal tenia tres anys la família es va traslladar a la ciutat de Seia, en la qual va créixer estudiant amb el seu pare per evitar la violència i adoctrinament de l'escola de Salazar. Al 1924 la família torna a traslladar-se a Lisboa. Amb només disset anys es va afiliar al Partit Comunista Portuguès (PCP), aleshores una organització il·legal, al mateix temps que comença a estudiar dret a la Universitat de Lisboa, on va començar la seva activitat política.
El 1934 fou escollit representant dels estudiants al Senat Universitari. Es va graduar en dret el 1935. Aquest mateix any, va ser triat secretari general de la Federació de les Joventuts Comunistes i forma part de la delegació portuguesa al VII Congrés de la Komintern a Moscou. A l'any següent -als 22 anys-, va ser elegit membre del Comitè Central del Partit. El 1937 va patir el seu primer arrest.
El 1940, per la seva experiència, se'l designà responsable d'organitzar el PCP en la clandestinitat. Estant a la presó, es va llicenciar en dret i va exercir durant un temps com a professor al Col·legi Modern de Lisboa. Entre 1941 i 1949, va actuar de facto com a màxim dirigent del PCP, davant la mort de l'aleshores secretari general Bento António Gonçalves.
Detingut de nou el 1949, va fugir el 1960 de la presó de Peniche, en una famosa operació amb deu camarades del partit, que va tenir un gran impacte contra el règim feixista de Portugal. El 1961, va ser-ne triat secretari general. Cunhal va viure exiliat a París i Moscou, i tornà al seu país després de la Revolució dels clavells de 1974. Després del triomf revolucionari, va dirigir el seu partit, participant en tots els governs provisionals com a ministre sense cartera, fins a la caiguda el 1976 de Vasco Gonçalves. Abans, va aconseguir que es legalitzés el PCP. Va ser elegit diputat en totes les legislatures fins a 1987. El 1992, va ser substituït en la secretaria general per Carlos Carvalhas. El 1982, va esdevenir membre del Consell d'Estat, i abandonà aquest lloc deu anys després, quan va abandonar el lideratge del PCP.
Els seus postulats, en el govern i en el partit, podrien resumir-se en un enèrgic antifeixisme i un sentit leninista de la disciplina. Això explica el fracàs de la seva estratègia d'aliances amb altres grups (com el d'Otelo Saraiva de Carvalho) i el seu pragmatisme respecte al PS de Mário Soares, que recolzà el 1983 -any en què Cunhal és reelegit secretari general, pel seu allunyament de l'eurocomunisme.
El 1990, les seves declaracions ignoren en la pràctica el camí obert per la perestroika.
Dirigent molt carismàtic i amb gran autoritat entre els militants del PCP, la seva opinió sempre va ser molt tinguda en compte malgrat haver-se retirat i era considerat com una de les veus més ortodoxes del partit. El 13 de juny de 2005 va morir a Lisboa, i al seu funeral van acudir més de 750.000 persones.
L'any 2016 es va publicar el quart i darrer volum de la seva biografia més completa, a càrrec de l'historiador José Pacheco Pereira.

## Obres
- IV Congresso do Partido Communista Português — O Caminho Para o Derrubamento do Fascismo.
- Duas intervenções numa reunião de quadros.
- Rumo à Vitória - As Tarefas do Partido na Revolução Democrática e Nacional.
- A Questão do Estado, Questão Central de Cada Revolução.
- A Verdade e a Mentira sobre a Revolução de Abril.
- Acção Revolucionária, Capitulação e Aventura.
- O Partido Com Paredes de Vidro.
- A Revolução Portuguesa - O Passado e o Futuro.
- Fracasso e Derrota do Governo de Direita do PSD/Cavaco Silva.
- O 1º Governo PSD e a Resistência Democrática.
- Falência da Política de Direita do PS (1983–1985).
- Os Chamados Governos de Iniciativa Presidencial.